# 妙仙寺 (川口市)
妙仙寺（みょうせんじ）は、埼玉県川口市にある日蓮宗の寺院。旧本山は新曾妙顕寺、池上・芳師法縁。

## 歴史
1938年（昭和13年）、伊藤仙太郎の開基である。仙太郎は鋳物工場の経営者で日蓮宗の信者であった。「川口にも日蓮宗の寺を」ということで2,300坪の土地を購入していたが、仙太郎は寺の完成を見ることなく亡くなった。そして仙太郎の息子三兄弟が父の遺志を継ぎ、寺を創建した。寺号は妙法蓮華経と仙太郎から採って「妙仙寺」とした。
墓地には、開基の仙太郎の墓がある。また2004年（平成16年）には、新たに「仙太郎墓苑」を開設している。

## 交通アクセス
- 川口駅より徒歩8分。